# Lotten Edholm
Lovisa Christina Charlotta (Lotten) Edholm, född von Heijne-Lillienberg den 18 april 1839 i Örebro, död den 12 juli 1930 i Hovförsamlingen, Stockholm, var en svensk hovfunktionär och pionjär inom Svenska Röda Korset. 
Lotten Edholm var dotter till Georg Friedrich von Heijne-Lillienberg och Juliana (Julie) Charlotta Silfverstolpe samt syster till Georg von Heijne-Lillienberg och David von Heijne. Från 1867 var hon gift med Edvard Edholm.
Lotten Edholm var hovfröken hos änkedrottning Josefina 1865–1867. Hon tog initiativet till kvinnornas deltagande i Svenska Röda Korset och var dess ordförande 1865–1906. Hon grundade även den första matlagningsskolan i Stockholm och utgav den självbiografiska minnesteckningen Från barndom till ålderdom (1919).
Lotten Edholm var också tonsättare. Hon hade inte någon utbildning i komposition och komponerade främst under 1860-talet och efter 1910. Makarna Edholm är begravda på Norra begravningsplatsen utanför Stockholm.